# Aitai kara....
«Aitai kara....» (逢いたいから . . . . ?), es un sencillo de la banda japonesa 12012, el noveno que lanzan como banda major tras firmar con Universal Music Japan. Fue lanzado el 29 de octubre de 2008, en tres versiones distintas, todas incluyen las canciones "Aitai kara...." y "Hero", la edición limitada tipo A incluye un DVD con el PV de la canción que le da título al sencillo, la edición limitada tipo B incluye como bonus la canción "Shigure" y la edición regular incluye la versión instrumental de "Aitai kara....".
Alcanzó el número # 33 en el ranking del Oricon Singles Weekly Chart.

## Lista de canciones
| Edición Regular (CD) |                                 |          |  |
| N.º                  | Título                          | Duración |  |
| 1.                   | «Aitai kara....»                |          |  |
| 2.                   | «Hero»                          |          |  |
| 3.                   | «Aitai kara....» (Instrumental) |          |  |

| Edición Limitada Tipo A (CD) |                  |          |  |
| N.º                          | Título           | Duración |  |
| 1.                           | «Aitai kara....» |          |  |
| 2.                           | «Hero»           |          |  |

| Edición Limitada Tipo A (DVD) |                       |          |  |
| N.º                           | Título                | Duración |  |
| 1.                            | «Aitai kara....» (PV) |          |  |

| Edición Limitada Tipo B (CD) |                  |          |  |
| N.º                          | Título           | Duración |  |
| 1.                           | «Aitai kara....» |          |  |
| 2.                           | «Hero»           |          |  |
| 3.                           | «Shigure»        |          |  |